# Числа Каллена
В математиці числами Каллена називають натуральні числа виду {\displaystyle n\cdot 2^{n}+1} (пишеться Cn). Числа Каллена вперше були досліджені Джеймсом Калленом в 1905. Числа Каллена — це особливий вид чисел Прота.

## Властивості
В 1976 році Христофор Хулей (Christopher Hooley) показав, що для щільності послідовності додатних  цілих {\displaystyle n\leq x}, при яких Cn просте, існує o(x) для {\displaystyle x\to \infty }. В цьому сенсі майже всі числа Каллена складні. Доведення Христофора Хулей було перероблено математиком Хірмі Суяма, щоб показати, що воно вірне для будь-якої послідовності чисел {\displaystyle n\cdot 2^{n+a}+b}де a та b цілі числа, і частково також для чисел Вудала. Всі відомі прості числа Каллена відповідають n, рівному:
1, 141, 4713, 5795, 6611, 18496, 32292, 32469, 59656, 90825, 262419, 361275, 481899, 1354828, 6328548, 6679881 (послідовність A005849 в OEIS). 
Є припущення, що існує нескінченно багато  простих чисел Каллена.
До серпня 2009, найбільшим відомим простим числом Каллена було {\displaystyle 6679881\cdot 2^{6679881}+1}. Це мегапросте число з 2 010 852 знаками було відкрито співучасником PrimeGrid з Японії.
Числа Каллена Cn ділятся на {\displaystyle p=2n-1}, якщо p просте число виду {\displaystyle 8k-3}. Це випливає з малої теореми Ферма, бо якщо p просте непарне, то p є дільником Cm(k) для кожного {\displaystyle m(k)=(2^{k}-k)(p-1)-k} (для k > 0). Було також показано, що просте число p є дільником {\displaystyle C_{(p+1)/2}}, коли символ Якобі {\displaystyle \left({\frac {2}{p}}\right)} −1, і що p є дільником {\displaystyle C_{(3p-1)/2}}, коли символ Якобі {\displaystyle \left({\frac {2}{p}}\right)} +1.
Невідомо, чи існує просте число p, таке що Cp також просте.

## Узагальнення
Інколи узагальненими числами Каллена називають числа виду {\displaystyle n\cdot b^{n}+1}, де n + 2 > b. Якщо просте число може бути записано в такій формі, його називають узагальненим простим числом Каллена. Числа Вудала інколи називають числами Каллена другого роду.
До лютого 2012 року найбільшим відомим узагальненим простим числом Каллена було {\displaystyle 427194\cdot 113^{427194}+1}. Воно має 877 069 знаків і було відкрито співучасником PrimeGrid з США.

## Подальше читання
- Cullen, James (1905), «Question 15897», Educ. Cullen, James (December 1905), Question 15897, Educ. Times: 534.
- Guy, Richard K. (2004), Unsolved Problems in Number Theory (3rd ed.Guy, Richard K. (2004), Unsolved Problems in Number Theory (вид. 3rd), New York: Springer Verlag, с. section B20, ISBN 0-387-20860-7.
- Hooley, Christopher (1976), Applications of sieve methods, New York: Cambridge University Press, сс. 115—119, ISBN 0-521-20915-3Hooley, Christopher (1976), Applications of sieve methods, New York: Cambridge University Press, с. 115—119, ISBN 0-521-20915-3.
- Keller, Wilfrid (1995), «New Cullen Primes», Mathematics of Computation Т. 64 (212): 1733—1741, <http://www.ams.org/mcom/1995-64-212/S0025-5718-1995-1308456-3/S0025-5718-1995-1308456-3.pdf>Keller, Wilfrid (1995), New Cullen Primes (PDF), Mathematics of Computation, 64 (212): 1733—1741.
- Chris Caldwell, The Top Twenty: Cullen primes at The Prime Pages.
- The Prime Glossary: Cullen number at The Prime Pages.
- Weisstein, Eric W. Cullen number(англ.) на сайті Wolfram MathWorld.(англ.)Weisstein, Eric W. Cullen number(англ.) на сайті Wolfram MathWorld.
- Cullen prime: definition and status (outdated), Cullen Prime Search is now hosted at PrimeGrid
- Paul Leyland, Generalized Cullen and Woodall Numbers